# Булавинське
Булави́нське — селище Вуглегірської міської громади Горлівського району Донецької області, Україна. Населення становить 3162 особи.

## Географія
Розташоване на річці Булавина, поблизу від місця її впадіння в Волинцівське водосховище, за 63 км від Донецька.
Сусідні населені пункти: на півночі — Булавине, Савелівка; північному заході — Грозне, Ступакове, Олександрівське; північному сході — Іллінка (вище за течією Булавиної); заході — Прибережне, Оленівка (обидва нижче за течією Булавиної); сході — Комишатка (примикає), Ольховатка (вище за течією Булавиної); південному заході — місто Бунге; півдні — Славне, Малоорлівка.

## Назва
Свою назву селище бере від річки Булавинки (Булавина), бо у 1859 році значилося як село Убіжище (Мандрикине). Річка ж отримала назву або від булави, або він донського козацького отамана - Кіндрата Булавіна.

## Символіка
В основі герба покладені шабля та пістоля - головні атрибути Кіндрата Булавіна з якими він часто зображується на картинах та навіть на монументі. Відсутність булави робить герб зворотнопромовистим. В нижній частині герба найвпізнаваніший силует Булавинського - терикон з чотирма вершинами біля шахти Булавинської.

## Історія
За даними 1859 року Убіжище (Мандрикине), панське село, над річкою Булавина, 33 господи, 263 особи.

## Населення

### Мова
Розподіл населення за рідною мовою за даними перепису 2001 року:
| Мова            | Кількість | Відсоток |
| --------------- | --------- | -------- |
| російська       | 3133      | 82.75%   |
| українська      | 643       | 16.98%   |
| білоруська      | 2         | 0.05%    |
| вірменська      | 1         | 0.03%    |
| румунська       | 1         | 0.03%    |
| польська        | 1         | 0.03%    |
| інші/не вказали | 5         | 0.13%    |
| Усього          | 3786      | 100%     |

За даними перепису 2001 року населення селища становило 3786 осіб, із них 16,98 % зазначили рідною мову українську, 82,75 % — російську, 0,05 % — білоруську, 0,03 % — молдовську, вірменську, польську та єврейську мови
14 серпня 2014 року в ході війни на Донбасі селище було звільнене українськими військами від проросійських терористів.
19 листопада 2014 року бойовики обстріляли селище під час роздачі там гуманітарної допомоги від українських силовиків.